# Hippolyte Bayard

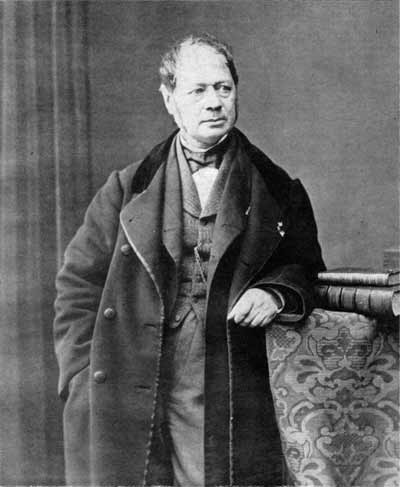
Hippolyte Bayard. Selbstporträt von 1863

Hippolyte Bayard (* 20. Januar 1801 in Breteuil-sur-Noye, Frankreich; † 14. Mai 1887 in Nemours) war ein französischer Finanzbeamter und Justiziar, der als Erfinder des Direktpositiv-Verfahrens und als einer der „Urväter“ der Fotografie bekannt wurde. Er veranstaltete die erste Fotoausstellung der Welt und gilt als verkannter Pionier der Fototechnik. Mit der inszenierten Fotografie seines angeblichen Selbstmords ging er als erster „Fotofälscher“ in die Geschichte der Fotografie ein.

## Leben und Wirken
Hippolyte Bayard war der Sohn des Friedensrichters Emmanuel Bayard und der Adélaïde Elisabette Vacousin aus Breteuil-sur-Noye im Département Oise. Der junge Hippolyte war vielseitig begabt: er malte, zeichnete, galt als erfindungsreich und hatte sich neben künstlerischen Techniken bald einfache Kenntnisse in Physik und Chemie angeeignet. Bereits früh zog es ihn in die Kunstmetropole Paris, wo er – in der Tradition des Vaters stehend – als Jurist und als Staatsbeamter im Finanzministerium arbeitete. Finanziell abgesichert konnte er sich so im Privatleben ganz seinen künstlerischen Experimenten widmen. Er schloss Freundschaft mit dem Maler Henri Grevedon (1776–1860) und weiteren Künstlern und Kunsthandwerkern.
Über Hippolyte Bayards privates Leben ist wenig bekannt, er galt als bescheidener und zurückgezogen lebender Mensch, der sich seit seiner Jugend für das Phänomen Licht interessierte, damit experimentierte und unabhängig von Joseph Nicéphore Nièpces oder Louis Daguerre jahrelang nach einem fotografischen Verfahren suchte, Abbilder auf lichtempfindlich gemachtes Papier zu fixieren. Biografen vermuten, dass Bayard dem Pariser Optiker Charles Louis Chevalier – bei dem auch Daguerre seine optischen Linsen kaufte – schon 1830 von ersten Versuchen berichtet haben soll. Spätestens ab 1837 hatte er erste Fotogramme auf sensibilisiertem Papier angefertigt, die er chronologisch in einem Album sammelte.

### Bayards Direktpositiv-Verfahren
Im Unterschied zu Daguerre, der ausschließlich mit lichtempfindlich gemachten Metallplatten experimentierte, fand Bayard eine Methode, bei der er gewöhnliches Schreibpapier mit Silberchlorid (Chlorsilber) überzog und es dann vom Sonnenlicht schwärzen ließ; anschließend tauchte er das geschwärzte Papier in eine Iod-Kaliumiodid-Lösung (Lugolsche Lösung), positionierte es in einer Kamera und belichtete es wiederum. Das Papier bleichte aus, wobei das Iod aus der Kaliumiodid-Lösung ausgeschieden und an das geschwärzte Silber gebunden wurde, sodass er ein positives Bild erhielt. Das entwickelte Bild wurde dann in einer Kaliumbromid-Lösung oder in Natriumthiosulfat-Lösung (Fixiernatron) fixiert und gewässert. Damit hatte Bayard das erste Direktpositiv-Verfahren entwickelt. Ein Nachteil des Verfahrens ist das fehlende Negativ, sodass eine direkte Vervielfältigung nicht möglich ist. Dies war ein Grund, warum Bayards Methode nicht weiter angewendet wurde.

### Der verlorene Wettlauf um Anerkennung

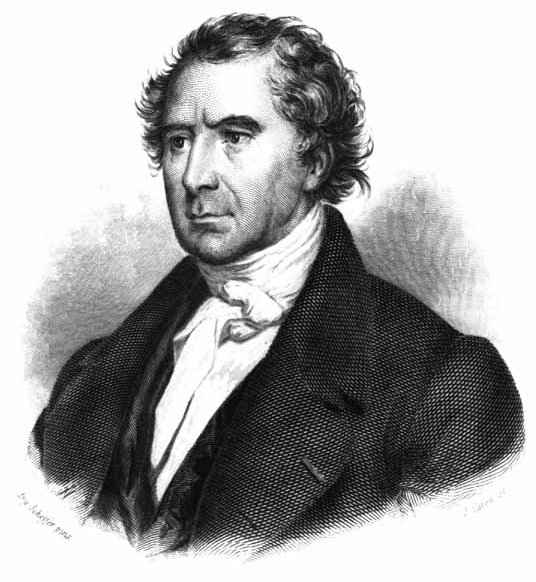
François Arago verhinderte Bayards Erfolg

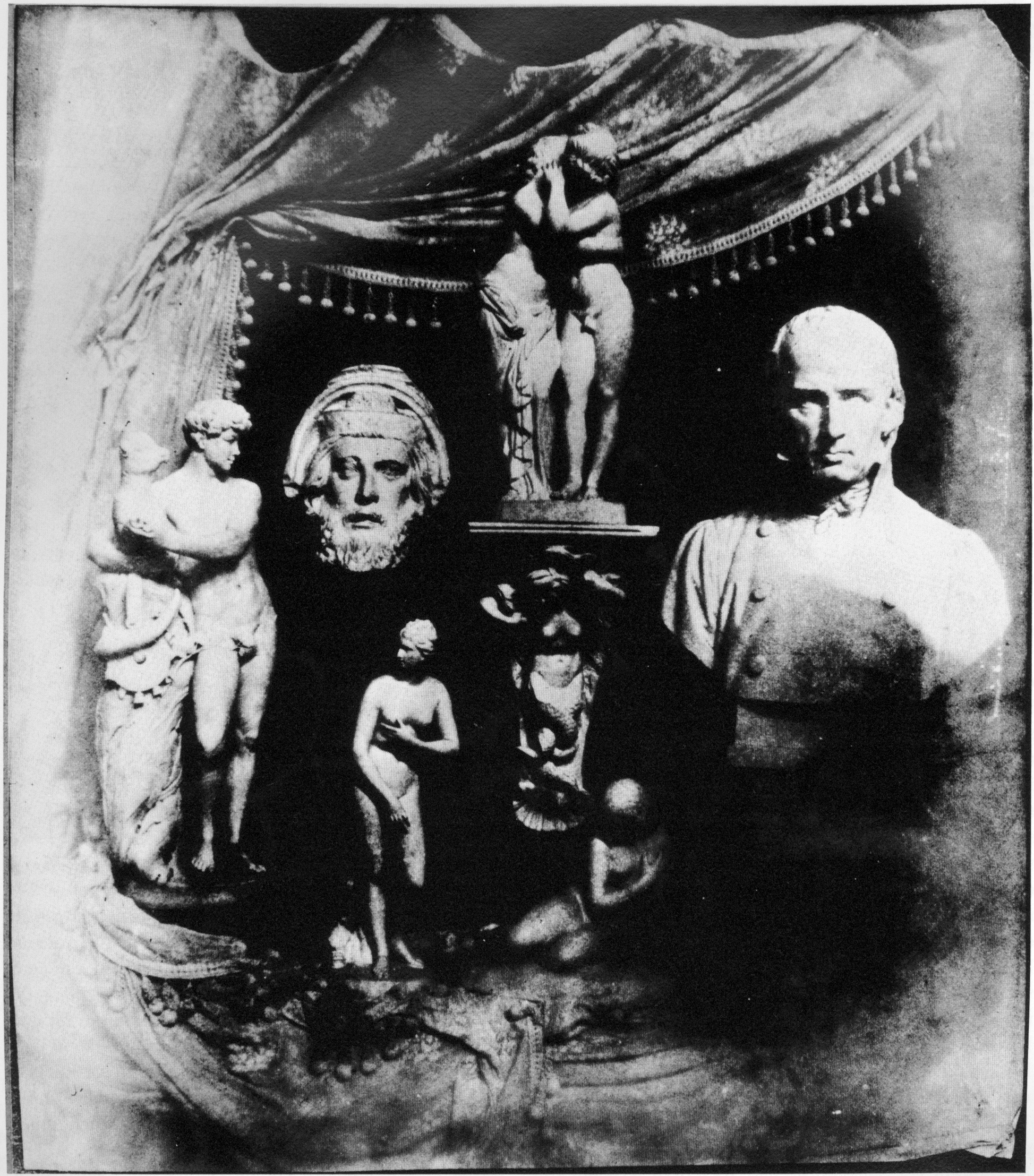
Hippolyte Bayard: Stilleben mit Moulagen um 1839

Am 7. Januar 1839 hatte der Physiker François Arago, der als Leiter des Pariser Observatoriums großen Einfluss besaß, die Akademie der Wissenschaften in Paris über Louis Daguerres neues Verfahren unterrichtet, jedoch nur unzureichende Ergebnisse vorgelegt. Am 20. Mai 1839 war Bayard erstmals bei Arago vorstellig geworden, um die Patentierung und Publikation seiner Erfindung zu erreichen. Doch Arago war bereits mit der Verwertung von Daguerres Verfahren beschäftigt und lehnte ab, obwohl Bayards Verfahren genauer dokumentiert war und vielversprechender erschien.
Am 24. Juni 1839 stellte Bayard schließlich 30 direktpositive Papierbilder in der Salle des Commissaires-prisseurs in Paris öffentlich aus – die erste Fotoausstellung der Welt – einen Monat bevor Daguerre sein Verfahren überhaupt kommissarisch beglaubigt hatte (30. Juli 1839). Am 19. August 1839 veröffentlichte François Arago vor der Akademie schließlich die Patentschrift der Daguerreotypie, die binnen weniger Monate in acht Sprachen übersetzt wurde. Hippolyte Bayards Bestreben, seine Erfindung entsprechend publik zu machen oder effektiv zu vermarkten, war gescheitert.
Obwohl Hippolyte Bayard neben Niepce, Daguerre und dem Briten William Henry Fox Talbot der vierte „Urvater“ in der Geschichte der Fotografie war, hatte er das Wettrennen gegen die schnell kommerzialisierten Verfahren der Daguerreotypie und der Kalotypie verloren und geriet als unabhängiger „Mit-Erfinder“ der Fotografie ins Abseits.

### Die erste Fotofälschung

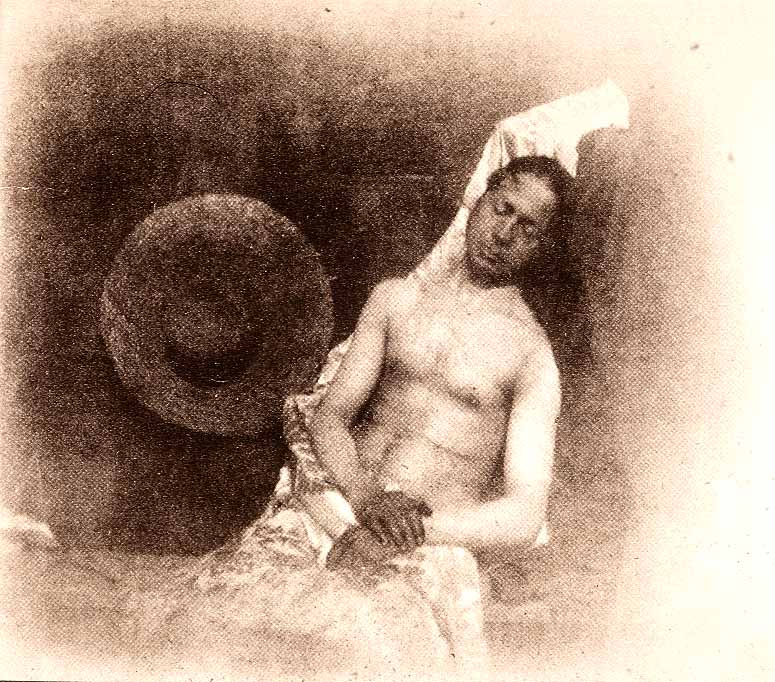
Selbstporträt als Ertrunkener (1840)

Sein Scheitern als Erfinder visualisierte er 1840 über ein Bild mit dem Titel Autoportrait en noyé („Selbstporträt als Ertrunkener“): Mit Hilfe seines eigenen fotografischen Verfahrens stellte er ein Selbstporträt her, auf dessen Rückseite er einen Brief – quasi aus dem Jenseits – schrieb, in dem er larmoyant-ironisch seine Niederlage gegen Louis Daguerre beklagt:

„Die Leiche des Mannes, die Sie umseitig sehen, ist diejenige des Herrn Bayard…Die Akademie, der König und alle diejenigen, die diese Bilder gesehen haben, waren von Bewunderung erfüllt, wie Sie selber sie gegenwärtig bewundern, obwohl er selbst sie mangelhaft fand. Das hat ihm viel Ehre, aber keinen Pfennig eingebracht. Die Regierung, die Herrn Daguerre viel zu viel gegeben hatte, erklärte, nichts für Herrn Bayard tun zu können. Da hat der Unglückliche sich ertränkt. H.B., 18. Oktober 1840.“

Es handelt sich hierbei um eines der frühesten fotografischen Selbstporträts, dem aufgrund seiner Inszenierung in der Fotografiegeschichte eine besondere Stellung zukommt. Hippolyte Bayard wurde daraufhin oft als der erste „Fotofälscher“ bezeichnet.

### Société Héliographique, spätere Jahre
In den Folgejahren wandte er sich selbst der Daguerreotypie und der Kalotypie zu und fotografierte ab 1847 Denkmäler und Ansichten von Paris, darunter die berühmten Windmühlen von Montmartre. Seine zahlreichen Selbstporträts und Gruppenaufnahmen zeugen von einer gekonnten Handhabung des fotografischen Geräts; seine präzise arrangierten Stillleben von Gartengeräten besitzen eine innovative Originalität, die damalige malerische Kompositionen weit hinter lassen.

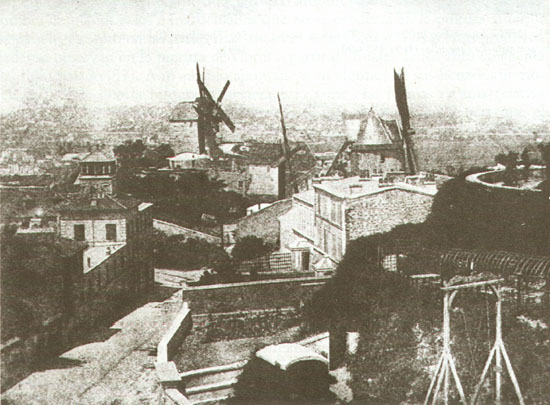
Hippolyte Bayard: Montmartre, Paris, ca. 1842
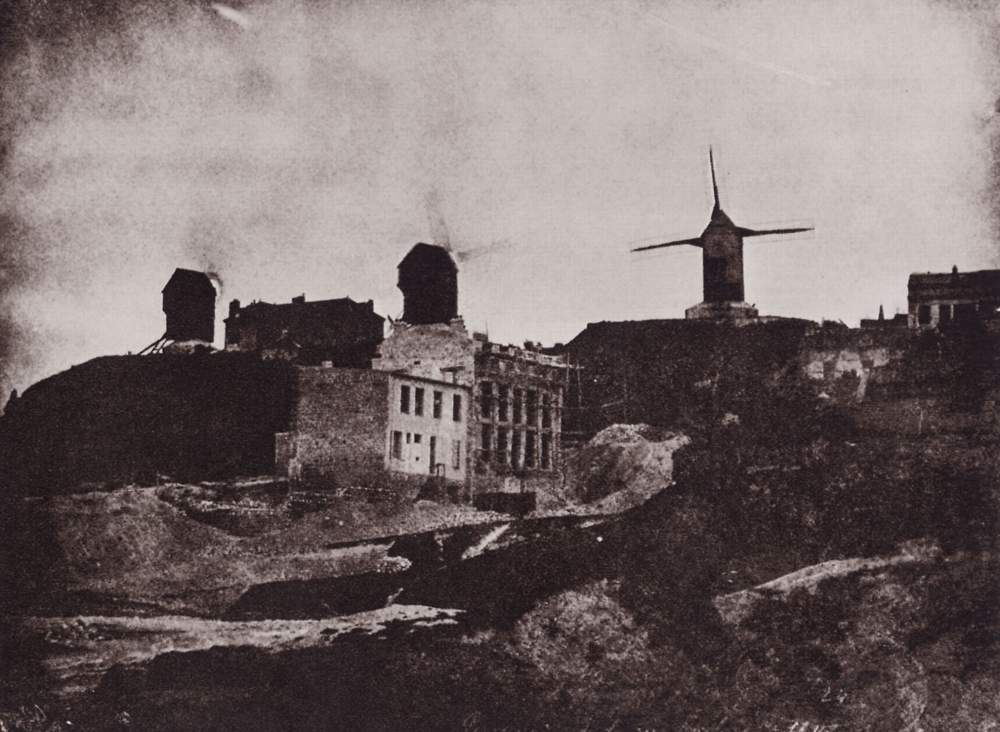
Hippolyte Bayard: Windmühlen, Montmartre, Paris, ca. 1842
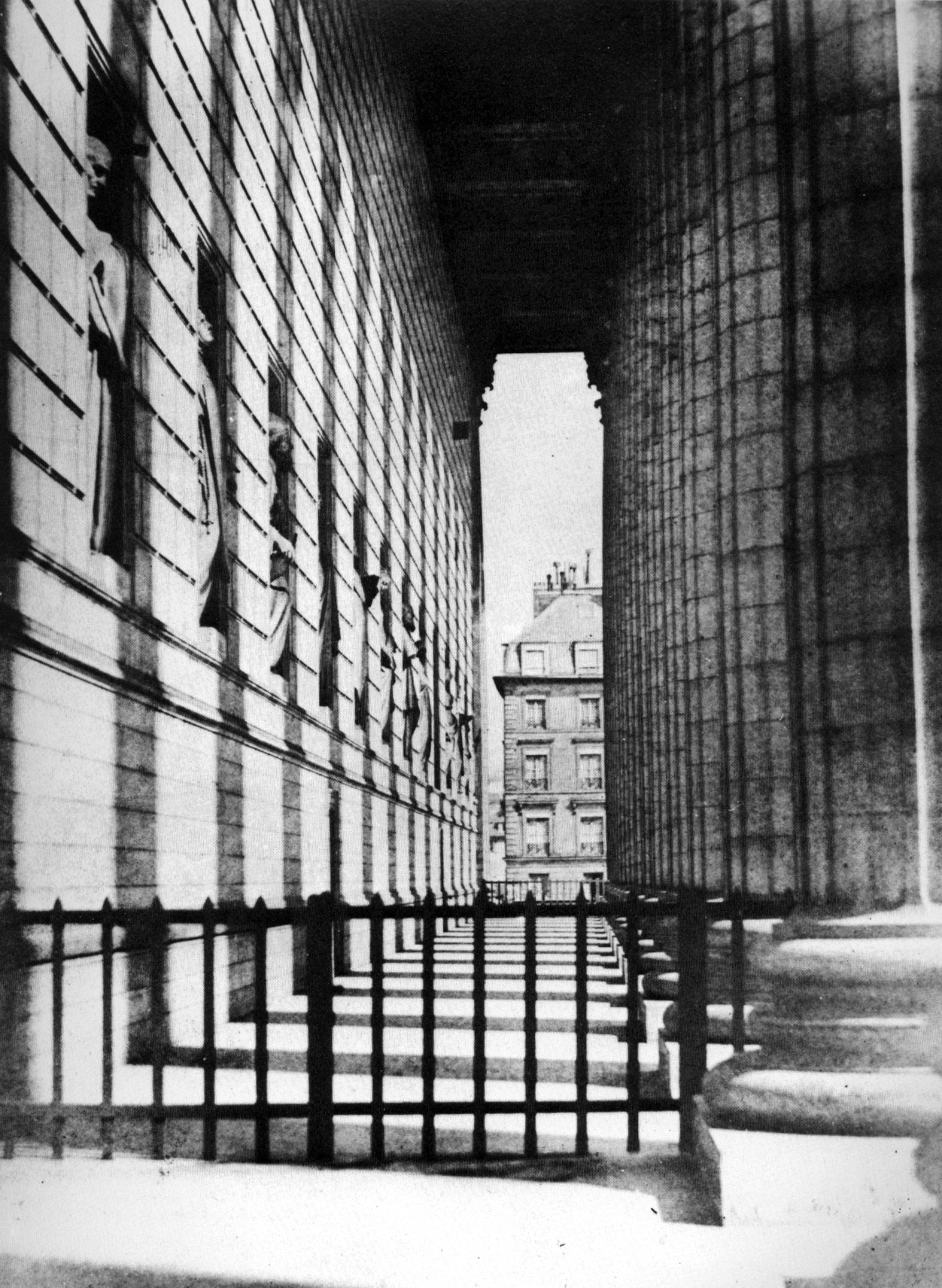
Hippolyte Bayard: La Madeleine, Paris, ca. 1845

1851 wurde Bayard Gründungsmitglied der Société Héliographique. Im gleichen Jahr wurden er und die vier Fotografen Édouard Baldus, Gustave Le Gray, Henri Le Secq und Auguste Mestral (1812–1884) von der Kommission für Denkmalspflege beauftragt, Fotografien von historischen Gebäuden zur Erfassung als Monument historique anzufertigen. Für diese so genannte Mission Héliographique reiste Bayard in die Normandie. 1854 ging die Société Héliographique in die heute noch existierende Société française de photographie (SFP) über. Bayard wurde langjähriger Generalsekretär und Justiziar der Gesellschaft, die noch heute seinen Nachlass verwaltet.
Am 24. Januar 1863 wurde Bayard zum Ritter der Ehrenlegion ernannt. Er erhielt das Kreuz allerdings nicht für seine Leistungen auf dem Gebiet der Fotografie, sondern für seine Verdienste in einem Staatsamt. Im Alter zog sich Hippolyte Bayard nach Nemours zurück, wo er am 14. Mai 1887 im Alter von 86 Jahren starb. Er wurde auf dem Friedhof Saint-Pierre-lès-Nemours beerdigt. Ihm zu Ehren benannt sind die Bayard Islands in der Antarktis.
Im Jahr 1977 wurden Fotoarbeiten von Hippolyte Bayard auf der documenta 6 in Kassel in der berühmten Abteilung Fotografie gezeigt, die den Zusammenhang zur zeitgenössischen Kunst im Kontext von „150 Jahren Fotografie“ darstellte.